# Mitch Allan
Mitch Allan (nacido el 21 de mayo de 1972) es el cantante, compositor y guitarrista de la banda de punk rock SR-71, y el guitarrista y vocalista de Satellite de proyecto power pop.

## Biografía
Mitch Allan nació en Baltimore, Maryland, siendo el menor de dos hijos. Se graduó en Randallstown High School en Baltimore. Mitch también asistió a la Universidad de Maryland, en College Park y se graduó con una licenciatura en Comunicación Social con especialización en Ciencias Políticas.
Su banda original, Honor Among Thieves, se convirtió en un gran nombre en Baltimore, MD escena musical a mediados de 1990. Cambiaron su nombre a SR-71 cuando firmaron con RCA Records. Durante la reproducción de la escena musical de Baltimore, que también produjo y grabó en Wall of Sound Recording Studio, que más tarde se convirtió en Wright Way Studios.
Como Honor Among Thieves, el cuarteto del álbum independiente auto-producido titulado Grow. Dos canciones de este disco sería finalmente re-trabajado y se coloca en el CD debut de SR-71, Now You See Inside.
Con un número de dos sencillos rock moderno, un número de cuatro videos en MTV y gira sin fin, Now You See Inside fue certificado disco de oro en los EE. UU. dentro de los cinco meses de su lanzamiento, y llegaría a vender más de 750.000 copias en todo el mundo. El sencillo "Right Now", escrito por Mitch Allan, iba a aparecer en más de una docena de películas como Loser, Dude, Where's My Car?, y American Pie (1999). Menos de dos años más tarde, el segundo álbum de SR-71, Tomorrow, escrito y coproducido por Allan, fue lanzado, la producción de otro sencillo top 15 y poner sus ventas mundiales totales de más de 1 millón. El tercer álbum de SR-71, Here We Go Again (2004), sólo está disponible como una importación japonesa. Allan había planeado lanzar su álbum en solitario llamado Clawing My Way To The Middle.
En los últimos años, Mitch ha centrado su atención en escribir canciones y producir. Su éxito más reciente fue el éxito Top 5 "1985", escrito por Allan, John Allen, y Jaret Reddick e interpretada por la banda Bowling for Soup. Allan aparece en el video musical de la canción. Originalmente sólo se encuentra disponible en el CD de SR-71 de importación japonesa Here We Go Again, la canción "1985" de Bowling For Soup ha pasado a ser certificado digital de triple platino y tiene el récord de iTunes por más descargas en una sola semana (con más de 23.000). Se puede encontrar en el certificado de oro por álbum de Bowling for Soup A Hangover You Don't Deserve y es parte de la compilación Now That 's What I Call Music! 17.
Los créditos de Mitch escribiendo/produciendo también incluyen canciones de artistas como Chris Daughtry, Faith Hill, Jonas Brothers, Tokio Hotel, Takota, Anberlin, Monty Are I, Bo Bice, y Marty Casey & Lovehammers.
Recientemente, Mitch fue nominado para un Latin Grammy por "Canción del Año" por la canción de Belinda "Bella Traición". Una canción coescrita por Mitch y Kara DioGuardi, titulada "Lost" fue grabada por Faith Hill, y lanzada como su primer sencillo de su proyecto de grandes éxitos. En 2009, él coescribió junto a Kara DioGuardi y Cathy Dennis el ganador de American Idol, "No Boundaries".
Actualmente Mitch está trabajando en nuevas canciones con Pia Toscano de American Idol, Jean C., coescritor de "If I Were A Boy" de Beyonce, The Ready Set, Jessica Sutta, y los artistas de Hollywood Records R5.
Recientemente en su cuenta de Twitter, Mitch ha mencionado que va a lanzar otro EP con un proyecto de nueva banda llamada Satellite en los próximos meses. La banda también ha anunciado que el EP se titulará "Ring The Bells" y fue lanzado el 27 de julio, con el sencillo "Say the Words" va a ser lanzado de forma gratuita.
Un ávido jugador de póquer, Mitch es también una de las "rostros famosos" debido a ser un jugador regular en el sitio web de póquer en línea Hollywood Poker, que se ejecuta en conjunto con la red de Ongame.
Notas
El CD completo de larga duración SATELLITE estará disponible en verano de 2012. 

## Discografía
Con SR-71
- 2000: Now You See Inside
- 2002: Tomorrow
- 2010: Here We Go Again (Japón-2004)

Con Satellite
- 2010: Ring the Bells
- 2011: Untitled Debut Album

Solista
- TBA: Clawing My Way to the Middle

### Composición / Producción
| Año  | Título del Álbum                 | Banda                   | Sello discográfico                            | Créditos |
| ---- | -------------------------------- | ----------------------- | --------------------------------------------- | --- |
| 2000 | Now You See Inside               | SR-71                   | RCA                                           | Compositor en "Politically Correct", "Go Away" and "Non-Toxic", co-writer on "Right Now", "Another Night Alone" y "Alive" |
| 2002 | Tomorrow                         | SR-71                   | RCA                                           | Coescritor and coproductor (todas las canciones)                                                                          |
| 2004 | Here We Go Again                 | SR-71                   | Crown Japan                                   | Compositor and productor                                                                                                  |
| 2004 | A Hangover You Don't Deserve     | Bowling for Soup        | Jive/Zomba Records                            | Coescritor "1985" |
| 2005 | The Red Shift                    | Monty Are I             |                                               | Productor |
| 2005 | A Little More Personal (Raw)     | Lindsay Lohan           | Casablanca                                    | Coescritor "Fastlane" |
| 2005 | The Real Thing                   | Bo Bice                 | RCA                                           | Coescritor "My World", productor                                                                                          |
| 2006 | Marty Casey and Lovehammers      | Lovehammers             | Epic                                          | Coescritor and productor en "Casualty"                                                                                    |
| 2006 | Voodoo Shoppe                    | Cowboy Mouth            | Verve Forecast Records                        | Coescritor "Joe Strummer", productor                                                                                      |
| 2006 | Call It What You Want            | JParis                  | Emanon Records                                | Coescritor "Here We Go Again", productor                                                                                  |
| 2006 | Utopía                           | Belinda                 | EMI Televisa Music                            | Coescritor "Bella Traición" y "Alguien Más", productor                                                                    |
| 2006 | Daughtry                         | Daughtry                | RCA                                           | Coescritor "All These Lives"                                                                                              |
| 2006 | The Great Burrito Extortion Case | Bowling for Soup        | Jive/Zomba Records                            | Coescritor "Much More Beautiful Person" (feat. Lesley Roy)                                                                |
| 2007 | The Final Season Soundtrack      | Alex Band               |                                               | Coescritor Coming Home |
| 2007 | Dignity                          | Hilary Duff             | Hollywood                                     | Coescritor "Happy" |
| 2007 | The Hits                         | Faith Hill              | Warner Bros.                                  | Coescritor "Lost" |
| 2007 | Unbreakable                      | Backstreet Boys         | Jive                                          | Coescritor y productor en "Something That I Already Know"                                                                 |
| 2008 | Indigo                           | Diego González          | EMI                                           | Coescritor y productor en "Losing Me"                                                                                     |
| 2008 | Camp Rock                        | Jonas Brothers          | Walt Disney                                   | Compositor |
| 2008 | Unbeautiful                      | Lesley Roy              | Jive                                          | Coescritor y productor en "Make It Back"                                                                                  |
| 2008 | New Surrender                    | Anberlin                | The Universal Motown/Universal Republic Group | Coescritor "Soft Skeletons"                                                                                               |
| 2009 | No Boundaries                    | Kris Allen/Adam Lambert | Sony Music                                    | Coescritor |
| 2009 | Hannah Montana 3                 | Hannah Montana          | Walt Disney                                   | Productor/Coescritor "He Could Be the One" y "Don't Wanna Be Torn"                                                        |
| 2009 | Leave This Town                  | Daughtry                | RCA                                           | Coescritor "Learn My Lesson" y "One Last Chance"                                                                          |
| 2009 | Jessie James                     | Jessie James            | Mercury                                       | Productor, Coescritor "Wanted"                                                                                            |
| 2009 | Let's Rock and Roll              | Charm City Devils       | Eleven Seven Music                            | Productor, Coescritor "The Best of the Worst", productor en "Almost Home"                                                 |
| 2009 | Picture Perfect                  | Every Avenue            | Fearless                                      | Producer |
| 2010 | Unbroken                         | Katharine McPhee        | Verve Forecast Records                        | Coescritor "Had It All"                                                                                                   |
| 2010 | Ring the Bells                   | Satellite               | ADM Records                                   | Productor y co-escritot (todas las canciones)                                                                             |
| 2010 | Hannah Montana Forever           | Hannah Montana          | Walt Disney                                   | Productor/Coescritor "I'll Always Remember You"                                                                           |
| 2010 | Fishin' for Woo's                | Bowling for Soup        |                                               | Productor, coescritor "Dear Megan Fox"                                                                                    |
| 2010 | Famous For Nothing               | Simple Plan             |                                               | Coescritor, demo para nuevo álbum                                                                                         |
| 2011 | Austin & Ally Soundtrack         | Ross Lynch              | Walt Disney Records                           | Coescritor "A Billion Hits"                                                                                               |
| 2012 |                                  | R5                      | Hollywood                                     | Coescritor |